# Rune Johansson (1930–2014)
Rune Johansson, född 27 mars 1930 i Åmål, död där 6 juli 2014, var en svensk verkmästare och socialdemokratisk politiker.
Johansson var anställd som verkmästare vid SJ-verkstaden i Åmål och fackligt engagerad i Järnvägsmannaförbundet där. Han var ledamot av Åmåls stadsfullmäktige från 1960-talet samt riksdagsledamot 1974–1991, invald i Älvsborgs läns norra valkrets.